# Garcha
Garcha (em panjabi: ਗਰਚਾ) é uma aldeia localizada no distrito de Shaheed Bhagat Singh Nagar, no estado de Punjab, na Índia. Está localizado a 8,6 (5,3 mi) quilômetros de Rahon, 10,6 (6,6 mi) quilômetros da cidade de Nawanshahr, 2,2 quilômetros (1,4 mi) do distrito Shaheed Bhagat Singh Nagas e 96 quilômetros (60 mi) da capital do estado, Chandigarh. A aldeia, assim como as demais indianas, é governada por um sarpanch, eleito democraticamente pela maioria da população residente no assentamento.

## Demografia
Segundo o relatório publicado pelo Censo da Índia de 2011, a aldeia Garcha é composta por um total de 454 casas e a população total é de 2078 habitantes, dos quais 1031 são do sexo masculino e 1047, do sexo feminino. O nível de alfabetização da aldeia é 82.02% maior que a média do estado, a qual é de 75.84%.
Conforme constatação do Censo, 630 pessoas exercem seu trabalho fora da aldeia; dessas, 580 são homens e 50 são mulheres. O levantamento do governo também consta que 90.95% dos trabalhadores ocupam um serviço como trabalho formal e único, enquanto os outros 9.05% estão envolvidos em atividades marginais, trabalhando como meio de subsistência em diferentes lugares em menos de seis meses.

## Educação
Na aldeia, não há nenhuma escola, e os estudantes precisam ir a outras aldeias para estudar; muitas dessas aldeias estão distantes por dez quilômetros. Nas proximidades, destaca-se o Instituto Indiano de Tecnologia (IITs) a 12,9 quilômetros e a Lovely Professional University a 45 quilômetros. Outras instituições de ensino também representam papel importante na região: KC Engineering College e Doaba Khalsa.

## Transporte
A estação de trem mais próxima de Garcha é Nawanshahr; no entanto, a estação principal, Garhshankar, está a 27 quilômetros (17 mi) de distância. O aeroporto mais perto é Sahnewal, localizado a 55 quilômetros, e o aeroporto internacional mais próximo é o Sri Guru Ram Dass Jee, a 154 quilômetros.